# Bataviawerf

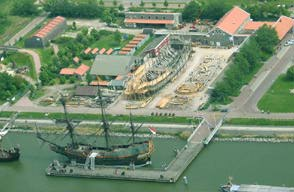
De Bataviawerf in 2004. Op de voorgrond de Batavia, op het terrein is De Zeven Provinciën in aanbouw

De Bataviawerf is een scheepswerf annex centrum voor historische scheepsbouw. Het is gevestigd in Lelystad en opgericht in 1985. Na fusie met het Nieuw Land Erfgoedcentrum is de werf sinds 2017 onderdeel van Museum Batavialand. 

## Ontwikkeling
Willem Vos, een bouwer van traditionele houten schepen, kreeg in 1985 een terrein toegewezen aan de kust van het Markermeer voor zijn idee om een reconstructie van het schip Batavia te bouwen. De Bataviawerf heeft zich sindsdien ontwikkeld tot een centrum voor historische scheepsbouw, gericht op de bouw van schepen, educatie en onderzoek. Er wordt zoveel mogelijk gebruikgemaakt van authentieke en ambachtelijke bouwmethoden, terwijl ook onderzoek wordt gedaan naar scheepsbouwtechnieken uit met name de 17e eeuw. De bouw van op authentieke wijze gebouwde historische schepen trok vanaf het begin veel aandacht van bezoekers. De werf werd daardoor ook een toeristische attractie. Daarnaast werd de bouw van historische schepen opgezet als een leer- en werkervaringsproject voor jongeren. De Bataviawerf is een particuliere stichting zonder winstoogmerk. De organisatie is een combinatie van toeristisch bedrijf, centrum voor ambachtelijke scheepsbouw, kenniscentrum en vrijwilligersorganisatie. In 2003 nam de oprichter van de werf, Willem Vos, officieel afscheid als scheepsbouwmeester. Zijn werk wordt voortgezet door een nieuw team. Ter ondersteuning van het historisch-ambachtelijk onderzoek is de Stichting Willem Vos Fonds opgericht.

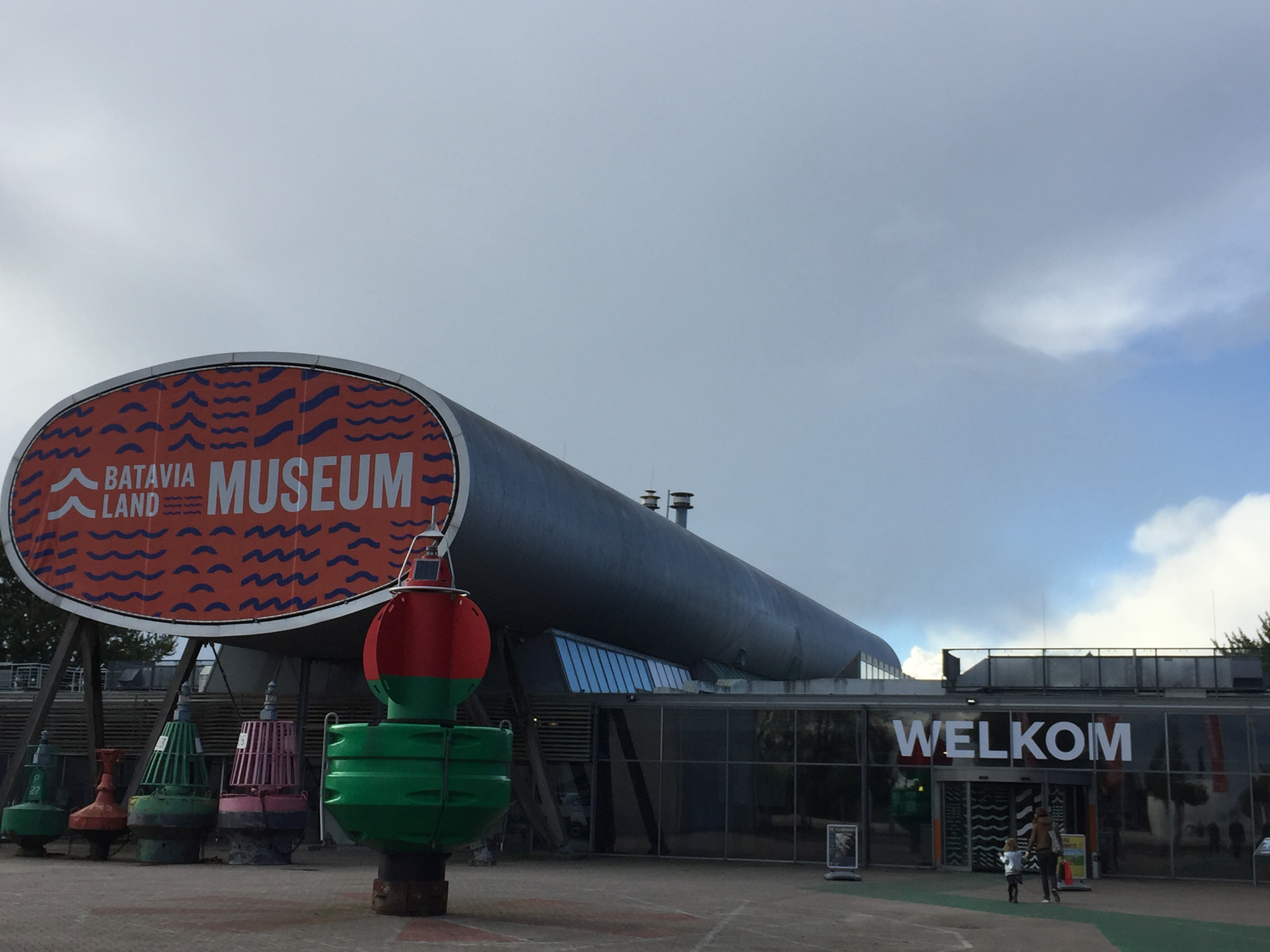
Museum Batavialand (2018)

## Batavia, De Zeven Provinciën en het Waterschip ZM22
Tussen 1985 en 1995 werd vooral gewerkt aan de bouw van de Batavia, een reconstructie van het VOC-schip Batavia uit 1628. In 1995 werd de kiel gelegd van een reconstructie van de Zeven Provinciën, een linieschip uit 1665 en vermaard als het vlaggenschip van Michiel de Ruyter. Op maandagavond 13 oktober 2008 brak er brand uit. Daarbij gingen enkele gebouwen, waaronder de zeilmakerij, geheel in vlammen op. Andere gebouwen werden beschadigd. De replica's van de Batavia en de Zeven Provinciën in aanbouw bleven gespaard. De zeilen van de Batavia zijn bij de brand wel verloren gegaan. Begin februari 2014 werd de bouw van de Zeven Provinciën stilgelegd. De houtvoorraad was op en de benodigde 2 miljoen euro om door te kunnen gaan met de bouw was er niet.
In 2015 werd de kiel gelegd voor de reconstructie van een waterschip waarvan het wrak na de drooglegging van de Flevopolder in 1976 op kavel ZM22 bij Zeewolde in de bodem gevonden werd. Het wrak werd gedocumenteerd en er werd een scheepsmodel van gebouwd. Bij de 1 op 1 reconstructie dient dit model als uitgangspunt. Het gaat om een Marker waterschip dat gekenmerkt werd door een grote bun waarin levende vis vervoerd werd. Uit dit type schip is later de botter ontstaan.

## Batavialand
Sinds 2017 is de Bataviawerf onderdeel van Museum Batavialand. De werf fuseerde toen met het Nieuw Land Erfgoedcentrum en het Maritiem Depot van de Rijksdienst voor het Cultureel Erfgoed.

## Films
- In 2006 was de Bataviawerf locatie voor de speelfilm Sinterklaas en het Uur van de Waarheid van regisseur Martijn van Nellestijn.
- In 2007 was de werf de locatie voor de speelfilm De scheepsjongens van Bontekoe, waarin de Batavia was te zien als de Nieuw-Hoorn. De opnamen vonden niet alleen plaats op de werf, maar ook op het Markermeer. De regie van de film was in handen van Steven de Jong.
- De replica van de Batavia werd in 2014 gebruikt voor de opnamen van de succesvolle bioscoopfilm Michiel de Ruyter, die later dat jaar werd uitgebracht.